# Festsattelbremse
Die Festsattelbremse ist die älteste Bauform der Scheibenbremse. Während bei den ersten Versionen nur je ein Kolben pro Seite eingebaut war, können es heute bis zu zehn sein. Sie sind aber wesentlich kleiner und leichter geworden und wirken auch nicht unbedingt alle auf einen Belag. Auch werden sie nicht mehr – wie die Ursprungsversionen – nur bei Nutzfahrzeugen eingebaut, sondern vermehrt auch bei leistungsstarken Fahrzeugen verwendet.
Der Name Festsattelbremse hat seinen Ursprung darin, dass der Sattel mit den Kolben fest mit der Radaufhängung verbunden ist. Deshalb werden im Gegensatz zur Schwimmsattelbremse auf beiden Seiten der Bremsscheibe Kolben benötigt, die die Beläge gegen die Scheibe pressen. Bei Motorrädern und besonders leistungsstarken Pkw kann zur gleichmäßigeren Verteilung der Anpresskraft der Beläge die Bremsscheibe axial verschiebbar („schwimmend“) gelagert sein.